# スキナー箱

スキナー箱、レバーがあり、それを押すと給餌装置から餌が出てくる。

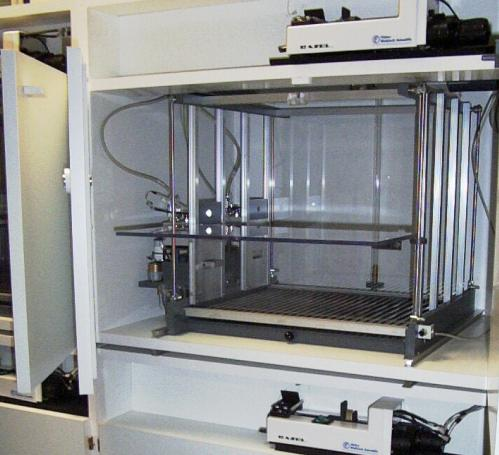
装置写真

スキナー箱（英称：Skinner box）は、オペラント箱（operant chamber）、オペラント実験箱とも呼ばれ、主としてラットやハトのオペラント条件づけや行動研究に用いる実験装置である。アメリカの心理学者、行動科学者バラス・スキナーによって開発された。
スキナー箱はソーンダイクが研究に用いたネコの問題箱を参考に開発されたが、しかしスキナー箱が現在の型になるまでの経緯はなお紆余曲折があった。
このスキナー箱の卓越した点は、ラットやハトに応じてバーやボタンの形状を改良したのみならず、刺激と反応（バーやボタンを押した数）を、記録紙に自動的に記録されるようにした点である。これにより、実験記録の自動化が図れ、実験の効率や精度が高まっただけではなく、これまでの実験装置では発見できなかった、たとえば強化スケジュール（schedules of reinforcement）についての知見などが得られた。
以来、約半世紀に渡ってスキナー箱は最もポピュラーな条件づけ装置として世界中の心理学研究室や動物実験室で用いられている。

## 研究装置として
スキナーは、1951年に、米国内外のいくつかの大学にスキナー箱を送るのと同時に、日本の東京大学にはラット用スキナー箱を、慶應義塾大学にはハト用スキナー箱を贈った。
しかし、体重統制や反応形成といったスキナー箱の使用についての基礎知識やオペラント条件づけの知識がまだ浸透していなかったために、動物を入れてもちっとも反応しないが故障しているのではないかという問い合わせがあったという。

### 風評
スキナーの徹底的行動主義への反発か、スキナー箱については、およそ科学的でない風評が流れることがあった。
なかでも最悪のものは「スキナーは自分の娘をスキナー箱に入れて教育していた。そのせいで彼女は発狂してしまった」というものである。これはスキナーが開発したティーチング・マシンとスキナー箱の混同、オペラント条件づけへの反感などがない交ぜになったものである。
ローレン・スレイターは実際にスキナーの娘を取材し、このうわさが事実無根であったことを確認している。

### 新世代装置の開発
なお、最近になってコンスタンツ大学のJ.D.デリウスらは、新しいタイプのハト用オペラント条件づけ装置を開発している。これはパネル本体をホームケージに取り付けて使用でき 、複数の視覚刺激を用いた実験を複数のパネルで並列的にコンピュータ制御するためのプログラムが用意されていることから、MPP(multistimulus, portable, and programmable) 条件づけパネルと呼ばれる。

## 商業的な普及

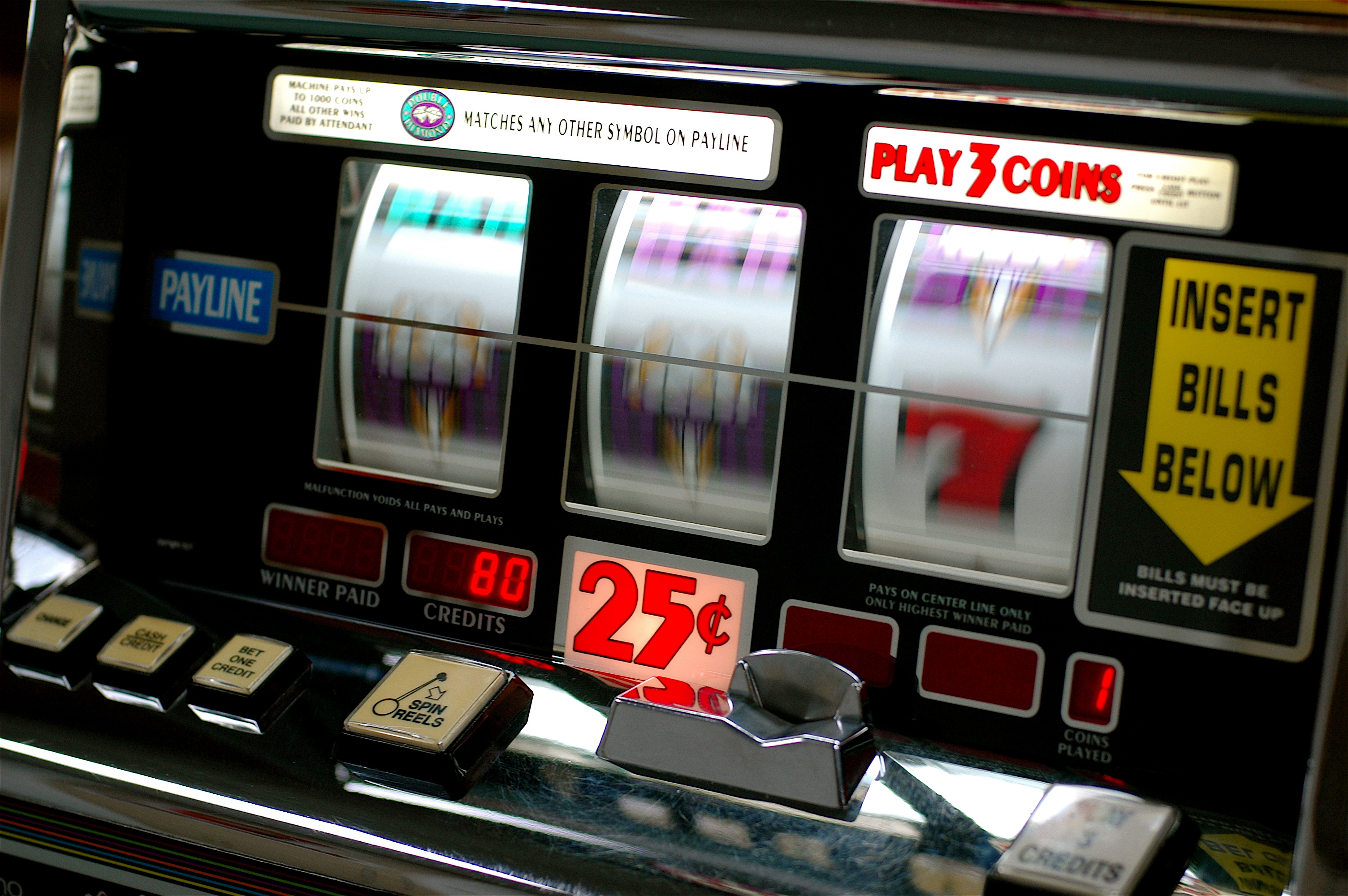
パチスロ

スロットマシーンやオンラインゲームは 、プレイヤーの報酬系を強化する、優れたヒト向けのスキナー箱の例として取り上げられることがある。